# معامل التخميد المكافئ
معامل التخميد المكافئ أو equivalent dumping coefficient هو معامل رياضي يستخدم في حساب الطاقة المشتتة عندما يتحرك الهيكل. كمصطلح هندسة مدنية، يحدد هذا المعامل النسبة المئوية لدورة التذبذب التي يتم امتصاصها (يتم تحويلها إلى حرارة عن طريق الاحتكاك) للهيكل أو البنية الفرعية قيد التحليل. عادةً ما يُفترض أن معامل الإغراق المكافئ خطي، وهذا يعني أنه ثابت مقارنة بالسعة التذبذبية. أظهرت الدراسات السيزمية الحديثة أن هذا ليس افتراضًا مرضيًا للهياكل المدنية الأكبر، وقد طورت وظائف متطورة تعتمد على السعة والتردد لمعامل الإغراق المكافئ.
عندما يتحرك مبنى، تمتص المواد المصنوعة منه جزءًا من الطاقة الحركية (وهذا ينطبق بشكل خاص على الخرسانة) بسبب الاحتكاك والمقاومة اللزجة أو المرنة التي تحول الحركة أو الطاقة الحركية إلى حرارة.